# Liste des mosquées à Chypre
Cette article présente une liste des mosquées de Chypre.
| Nom                             | Images | Ville          | Année         | Remarques |
| ------------------------------- | ------ | -------------- | ------------- | --- |
| Mosquée Agha Cafer Pasha        |        | Kyrenia        | Années 1580   | |
| Mosquée Akkavuk                 |        | Nicosie (Nord) | 1904          | Elle se trouve sur le site d'une plus petite mosquée de 1895. |
| Mosquée Akkule                  |        | Famagouste     | 1618          | |
| Cami-i Kebir, La Grande Mosquée |        | Limassol       | 1825          | Construite par Mestan Agha, à côté d'un ancien cimetière contenant les tombes de deux notables turcs, Mehmet Efendi, décédé en 1758, et l'Amiral de la flotte, Souleyman Pasha, décédé en 1715. Actuellement fermée par le gouvernement chypriote pour rénovation et réouverture en juin 2020; bien qu'aucun changement n'ait été apporté autre que le retrait total de tous les artefacts et livres islamiques. |
| Mosquée Arab Ahmet              |        | Nicosie (Nord) | 1571          | |
| Mosquée Araplar                 |        | Nicosie (Sud)  | ?             | |
| Mosquée Bayraktar               |        | Nicosie (Sud)  | 1571          | La première mosquée construite par les Ottomans après la conquête de Nicosie |
| Hala Sultan Tekke               |        | Larnaca        | 1816/17       | |
| Hamit Bey Sokagi                |        | Larnaca        | ?             | Elle se trouve en mauvais état/abandonnée à l'angle des rues Athansiou Karydi et Andrea Strouthidi, comme indiqué sur certaines cartes. |
| Mosquée Iplik Pazari            |        | Nicosie (Nord) | XVIIIe siècle | |
| Mosquée Kazaphana               |        | Kyrenia        | XVIIe siècle  | |
| Mosquée Kebir                   |        | Limassol       | ?             | "La Grande Mosquée" |
| Mosquée Lala Mustafa Pasha      |        | Famagouste     | ?             | À l'origine connue sous le nom de "Cathédrale Saint-Nicolas", la dynastie française des Lusignan la construit entre 1298 et 1312. |
| Mosquée Laleli                  |        | Nicosie (Nord) | 1827          | |
| Masjid Nöbethane                |        | Nicosie        | ?             | |
| Mosquée Ömeriye                 |        | Nicosie (Sud)  | 1571-1572     | Premier lieu de prière des Turcs sur l'île de Chypre après sa conquête en 1571. |
| Mosquée Osman Fazil Polat Pasha |        | Famagouste     | ?             | |
| Mosquée Peristerona             |        | Peristerona    | ?             | Figurant sur le billet de 5 £ Livre chypriote |
| Mosquée Piri Osman Pasha        |        | Lefka          | ?             | |
| Mosquée Sarayönü                |        | Nicosie (Nord) | 1820          | |
| Mosquée Selimiye                |        | Nicosie (Nord) | ?             | À l'origine connue sous le nom de "Cathédrale Sainte-Sophie", la dynastie française des Lusignan la construit entre 1209 et 1228. |
| Mosquée Tahtakale               |        | Nicosie (Sud)  | ?             | |
| Masjid Tabakhane                |        | Nicosie        | ?             | |
| Masjid Tophane                  |        | Nicosie        | ?             | |
| Mosquée Turunçlu                |        | Nicosie (Nord) | 1825          | |
| Mosquée Yenicami                |        | Nicosie (Nord) | 1571          | À l'origine une église du XIXe siècle, elle est démolie vers 1740. |
| Mosquée Ziya Pasha              |        | Dali           | 1837          | |